# Bedrijvencentrum
Een bedrijvencentrum is een onderneming die als doel heeft om jonge bedrijven te helpen bij het opstarten en uitbreiden van hun activiteiten. Daarvoor stelt het uitgeruste kantoor- en opslagruimtes, secretariaatsdiensten en bedrijfsadvies ter beschikking voor startende ondernemers.
Een bedrijvencentrum is veelal gevestigd in een bedrijfsverzamelgebouw.